# Pouydesseaux
Pouydesseaux is een gemeente in het Franse departement Landes (regio Nouvelle-Aquitaine) en telt 624 inwoners (1999). De plaats maakt deel uit van het arrondissement Mont-de-Marsan.

## Geografie
De oppervlakte van Pouydesseaux bedraagt 34,2 km², de bevolkingsdichtheid is 18,2 inwoners per km².
De onderstaande kaart toont de ligging van Pouydesseaux met de belangrijkste infrastructuur en aangrenzende gemeenten.

## Demografie
Onderstaande figuur toont het verloop van het inwonertal (bron: INSEE-tellingen).